# Épreville
Épreville är en kommun i departementet Seine-Maritime i regionen Normandie i norra Frankrike. Kommunen ligger i kantonen Fécamp som tillhör arrondissementet Le Havre. År 2022 hade Épreville 1 068 invånare.

## Befolkningsutveckling
Antalet invånare i kommunen Épreville
| Referens: INSEE |